# Yamato (Schiff, 1941)
Die Yamato (japanisch 大和) war ein japanisches Schlachtschiff, das in den 1930er-Jahren für die Kaiserlich Japanische Marine gebaut wurde. Sie war das Typschiff der Yamato-Klasse. Das Schiff wurde von 1937 bis 1941 auf der Marinewerft in Kure gebaut und in der Folge wie auch das Schwesterschiff Musashi im Pazifikkrieg eingesetzt. Die Yamato wurde am 7. April 1945 rund 300 Kilometer südlich der japanischen Insel Kyūshū von US-amerikanischen Trägerflugzeugen versenkt.

## Entstehung
Planung und Bau des Schlachtschiffs erfolgten unter strengster Geheimhaltung, die in diesem Ausmaß bei keinem anderen Schlachtschiffbau der damaligen Zeit betrieben wurde. Um zu verhindern, dass Informationen an die Öffentlichkeit gelangten, wurden die Werftanlagen in Kure hinter aus Holz und Sisal gefertigten Sichtschutzanlagen verborgen. Nur die führenden Konstrukteure und die Spitzen der Marine kannten sämtliche Details des Schiffes, alle anderen an der Planung und am Bau beteiligten Personen kannten jeweils nur die Bauabschnitte, an denen sie unmittelbar beschäftigt waren. Bevor mit dem Bau begonnen werden konnte, wurde das Konstruktionsdock um einen Meter vertieft, um den großen Schiffsrumpf aufnehmen zu können. Außerdem wurde die Kapazität des Portalkrans auf 350 Tonnen erhöht. Um die riesigen Geschütze zu transportieren, wurde die speziell zu diesem Zweck von Mitsubishi gebaute Kashino verwendet.
Die Yamato, benannt nach der historischen japanischen Provinz Yamato, wurde am 4. November 1937 auf Kiel gelegt und am 8. August 1940 vom Stapel gelassen. Dabei wurde anders als bei den meisten anderen prestigeträchtigen Großkampfschiffen auf ein großes offizielles Zeremoniell verzichtet. Bis zum Herbst 1941 wurde die Yamato dann im Ausrüstungsbecken der Werft fertiggestellt. Im Oktober absolvierte die Yamato dann ihre Probefahrten im Japanischen Meer, wobei sie bei einer Verdrängung von 70.615 Tonnen bei einer Leistung von 153.333 Shp (114.340 kW) eine Höchstgeschwindigkeit von 27,4 Knoten (51 km/h) erreichte.

## Einsatzgeschichte
Die Yamato wurde am 16. Dezember 1941 unter dem Kommando von Miyazato Shutoku in Dienst gestellt und der 1. Schlachtschiff-Division zugeteilt, zu der auch die Nagato und die Mutsu gehörten. Am 12. Februar 1942 wurde die Yamato Flaggschiff der Kombinierten Flotte unter Admiral Yamamoto Isoroku. In den folgenden Monaten führte die Yamato eine Reihe von Einfahr- und Gefechtsübungen durch und diente als schwimmendes Hauptquartier, von dem aus ein großer Teil der japanischen Flottenoperationen in den ersten Monaten des Pazifikkrieges geleitet wurde. Am 30. März wurde in der Inlandsee ein Übungsschießen der schweren Artillerie auf rund 40 km entfernte Ziele durchgeführt. Die dabei erzielten schlechten Ergebnisse zeigten erstmals deutlich die Unzulänglichkeiten der schweren Geschütze auf große Distanzen und die Schwierigkeiten der Feuerleitung auf.

### Midway
Als Flottenflaggschiff nahm sie Anfang Juni an der für Japan katastrophalen Schlacht um Midway teil, blieb aber wie alle eingesetzten Schlachtschiffe ohne Feindberührung. Am 5. Juni kehrte die Yamato nach Hashirajima und kurz darauf nach Kure zurück.

### Die Kämpfe um die Salomonen und den Südwestpazifik
Nach der US-amerikanischen Landung auf Guadalcanal verließ das Schiff am 11. August Kure in Richtung Chuuk. Auf ihrem Weg dorthin wurde sie am 28. August von der USS Flying Fish torpediert, wurde aber nicht getroffen. Die Yamato erreichte noch am gleichen Tag ihren Liegeplatz. Bis zum 8. Mai 1943 wurde das Schiff als schwimmende Kommandozentrale für die anlaufenden japanischen Gegenoperationen eingesetzt. Bereits am 11. Februar hatte sie ihre Rolle als Flottenflaggschiff an ihr mittlerweile ebenfalls eingetroffenes Schwesterschiff Musashi übergeben.
Am 21. Mai 1943 erreichte sie Kure, wo die Yamato zunächst wegen routinemäßiger Reparatur- und Wartungsarbeiten eine Woche lang eingedockt wurde. Am 12. Juli wurde sie erneut eingedockt. Ihre 155-mm-Flügeltürme wurden durch zwölf weitere 25-mm-Geschütze in Drillingslafetten ersetzt. Ein Typ-21-Radar wurde installiert und die restlichen 155-mm-Türme sowie Teile der Aufbauten mit stärkerer Panzerung versehen. Während dieser Zeit wurde die Yamato – trotz Bedenken einiger Offiziere bezüglich der Geheimhaltung – am 16. Juli 1943 vom deutschen Marineattaché in Japan, Konteradmiral Wenneker, besichtigt.
Zusammen mit den Schlachtschiffen Nagato und Fuso verließ die Yamato, beladen mit Truppenverbänden und Versorgungsgütern, am 17. August 1943 Kure in Richtung Chuuk, wo der Verband sechs Tage später unbehelligt eintraf. Am 18. September verließ die Yamato zusammen mit der Nagato sowie starken Träger- und Kreuzerkräften Chuuk in Richtung Eniwetok, um die US-amerikanischen Träger aufzuspüren, die kurz zuvor Überfälle auf Teile der Marshallinseln durchgeführt hatten. Jedoch kam es zu keinerlei Feindberührung und die Flotte kehrte nach Chuuk zurück. Am 17. Oktober stach die Yamato erneut mit Kurs auf Eniwetok in See, doch nach einer Woche ohne Feindkontakt kehrte das Schiff am 26. Oktober wieder nach Kure zurück.
Im Dezember 1943 benötigten die japanischen Truppen auf Kavieng und den Admiralitätsinseln dringend Verstärkung. Da es nur wenige Transportschiffe gab und die Yamato über eine große Lagerkapazität verfügte, wurde sie entsandt, um Truppen dorthin zu bringen. Auf dem Weg von Yokosuka zurück nach Chuuk wurde sie am Morgen des 25. Dezember 1943 etwa 156 Seemeilen vor Chuuk von der USS Skate gesichtet und anschließend torpediert. Die Yamato wurde von einem Torpedo achtern an Steuerbord getroffen. Die Detonation riss ein Loch, das sich etwa 5 Meter von der Oberseite der Torpedowülste nach unten und etwa 25 Meter in Längsrichtung zwischen Spant 151 und 173 erstreckte. Weiter oben wurden die oberen Turmmagazine durch ein kleines Loch im Längsschott geflutet. Dadurch drangen mehr als 3.000 Tonnen an Wasser in das Schiff.

### Südostasien

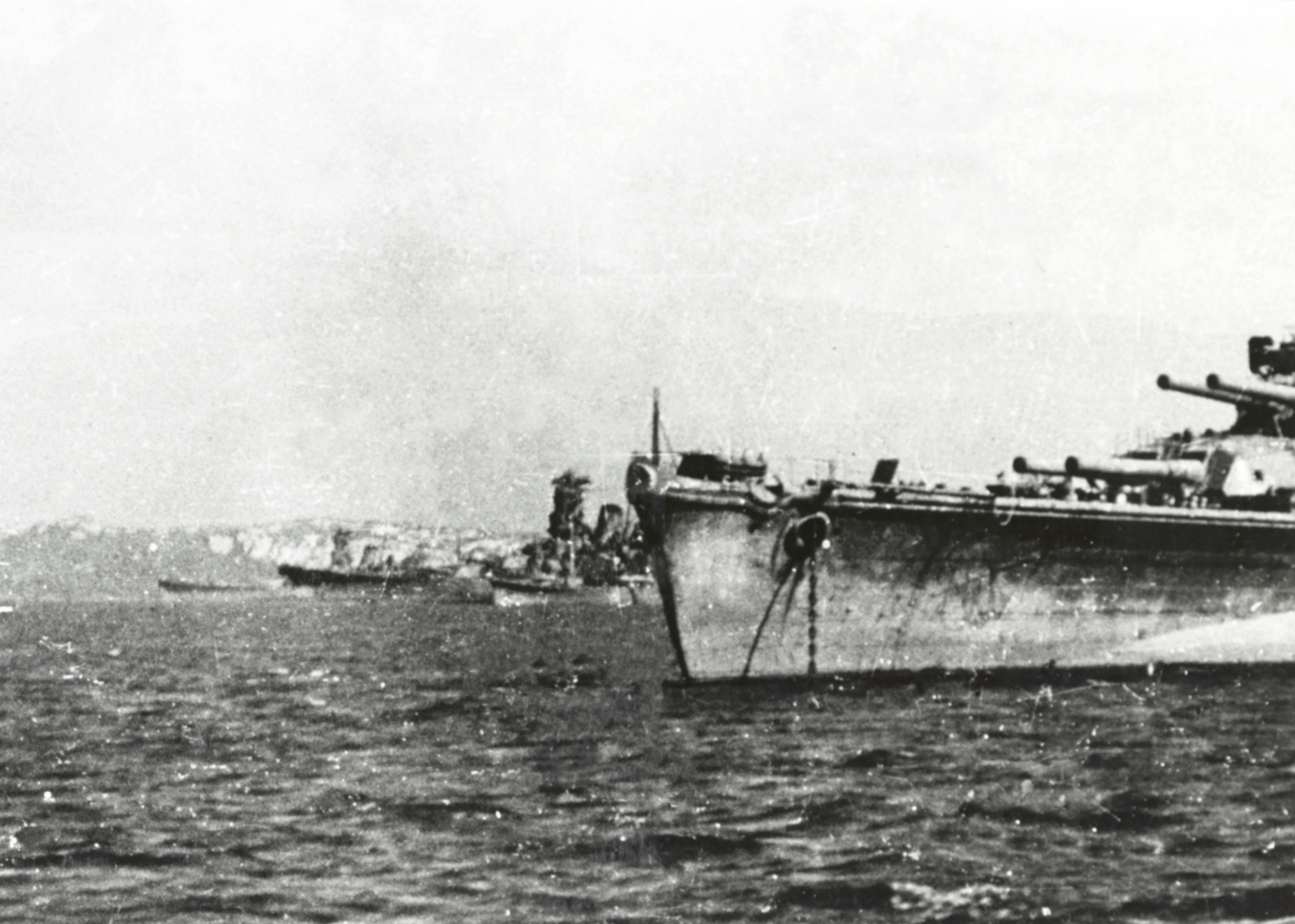
Eines der wenigen erhalten gebliebenen Fotos der Yamato (Bildmitte). Sie liegt hier zusammen mit ihrem Schwesterschiff Musashi (Hintergrund), dem Schlachtschiff Nagato (vorne rechts) und einem Kreuzer in Brunei vor Anker.

Nach dem Abschluss der Reparaturarbeiten verließ die Yamato Kure am 21. April und erreichte am 28. April die Philippinen, wo sie Manila besuchte. Von dort fuhr das Schiff weiter nach Malaysia, um sich in Lingga der Mobilen Flotte von Vizeadmiral Jisaburo Ozawa anzuschließen. Nach ihrer Ankunft in Lingga am 3. Mai wurde sie zum Flaggschiff des 1. Schlachtgeschwaders unter Vizeadmiral Ugaki. Am 11. Mai fuhr die Yamato zusammen mit dem Rest der Mobilen Flotte von Lingga nach Tawi Tawi, wo sie drei Tage später eintraf. Am 10. Juni sollte die Yamato erneut als Truppentransporter eingesetzt werden, um japanische Truppen auf Biak zu verstärken, nachdem US-Truppen am 27. Mai dort gelandet waren. Die Angriffe der US-Flugzeugträger auf Guam und Saipan am 11. und 12. Juni veranlassten die Japaner zu der Annahme, dass die USA als Nächstes die Marianen angreifen wollten. Die Japaner, die auf eine entscheidende Seeschlacht hofften, hatten bereits einen Plan namens A-Go entwickelt. So schloss sich die Yamato zusammen mit mehreren anderen Einheiten am 16. Juni der Ersten Mobilen Flotte an. Die Yamato beteiligte sich nicht aktiv an der Schlacht, setzte aber erstmals ihre Hauptgeschütze gegen Luftziele ein, allerdings versehentlich gegen eigene Flugzeuge. Ohne weitere Feindberührung kehrte sie am 24. Juni in die Heimat zurück. In Kure erhielt sie fünf weitere 25-mm-Drillingslafetten.
Um eine Invasion der für Japan unverzichtbaren Philippinen zu verhindern, wurde von der Marineleitung beschlossen, Operation Shō Ichi Gō auszuführen. Um eine ausreichend große Streitmacht zu haben, wurden die Yamato und ihr Schwesterschiff Musashi der 2. Flotte unter Kurita Takeo zugeteilt. In der Nacht zum 18. Oktober 1944 um 1:00 Uhr verließ die Yamato zusammen mit dem Rest der 2. Flotte Lingga in Richtung Brunei. Am 22. Oktober stach die Yamato zusammen mit fünf Schlachtschiffen und 27 weiteren Schiffen mit Richtung Golf von Leyte in See. Am 24. Oktober wurde der japanische Verband in der Sibuyan-See von starken amerikanischen Luftstreitkräften angegriffen. Die Yamato erhielt dabei zwei Bombentreffer, blieb aber see- und kampffähig. Die Musashi hingegen erlitt so schwere Schäden, dass sie kenterte und mit dem Großteil ihrer Besatzung unterging.

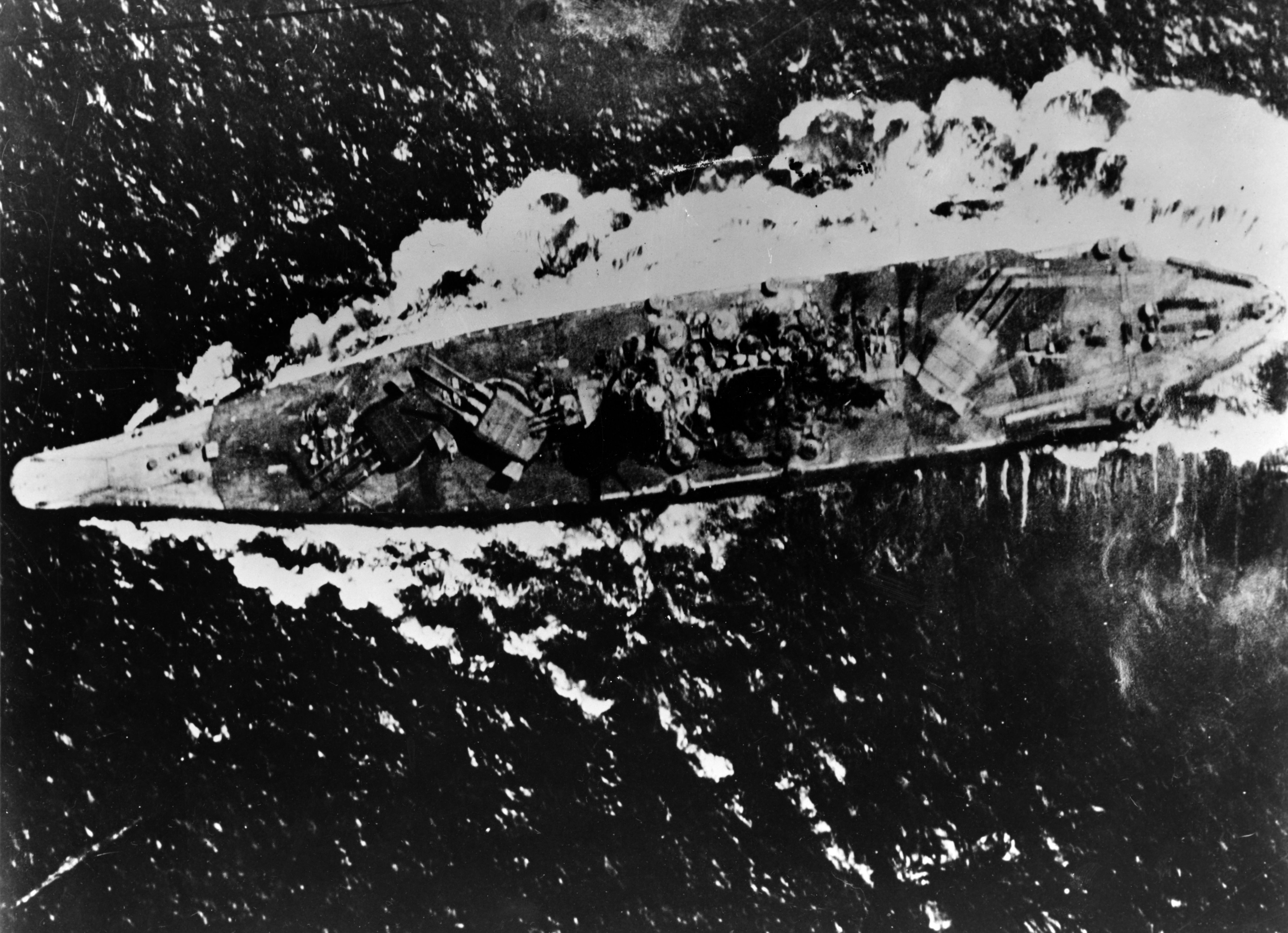
Die Yamato im Kampf gegen US-amerikanische Trägerflugzeuge auf dem Weg in die Sibuyan-See am 24. Oktober 1944

Am 25. Oktober 1944 traf der Rest des Verbandes mit der Yamato an der Spitze auf eine Gruppe amerikanischer Geleitträger mit Zerstörersicherung. Gegen 7:00 Uhr eröffnete die Yamato das Feuer auf mehrere Zerstörer und Geleitflugzeugträger. Dabei wurde sie wiederholt das Ziel von Torpedoangriffen, aber der Träger Gambier Bay sowie der Zerstörer Johnston konnten durch Geschützfeuer u. a. von der Yamato versenkt werden. Die Yamato musste von den fliehenden amerikanischen Flugzeugträgern abdrehen, um den Torpedospuren auszuweichen. Dabei wurde sie nur leicht beschädigt, aber ihr Ausweichmanöver brachte sie aus dem Kampfgebiet. Infolgedessen nahm sie nicht weiter an dem Gefecht teil. Als sich die Yamato am 26. Oktober zurückziehen sollte, wurde sie erneut von US-Trägerflugzeugen angegriffen und auch dabei nur leicht beschädigt.

### Untergang

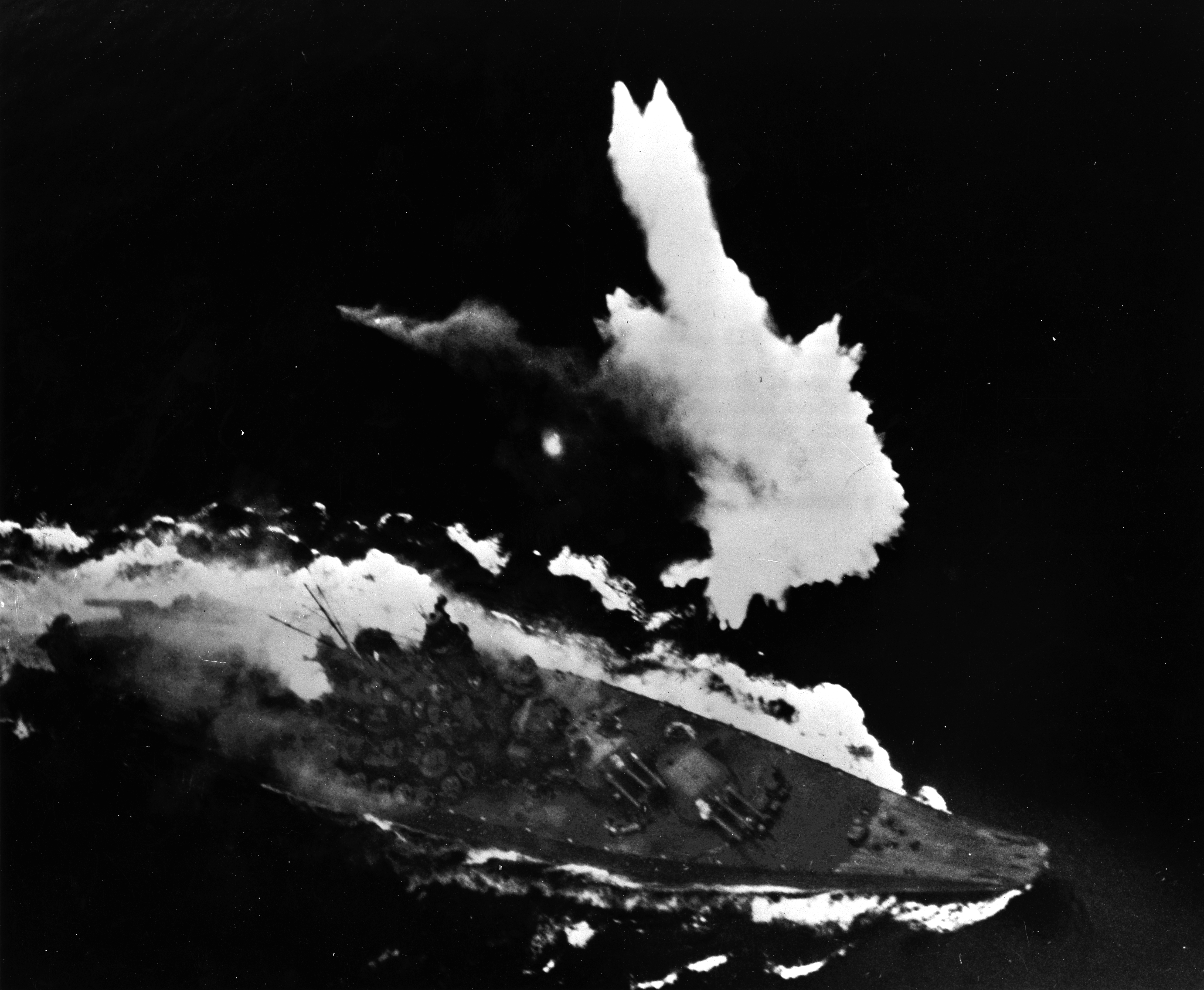
Knapper Treffer auf der Backbordseite, die Yamato stößt weißen Rauch aus

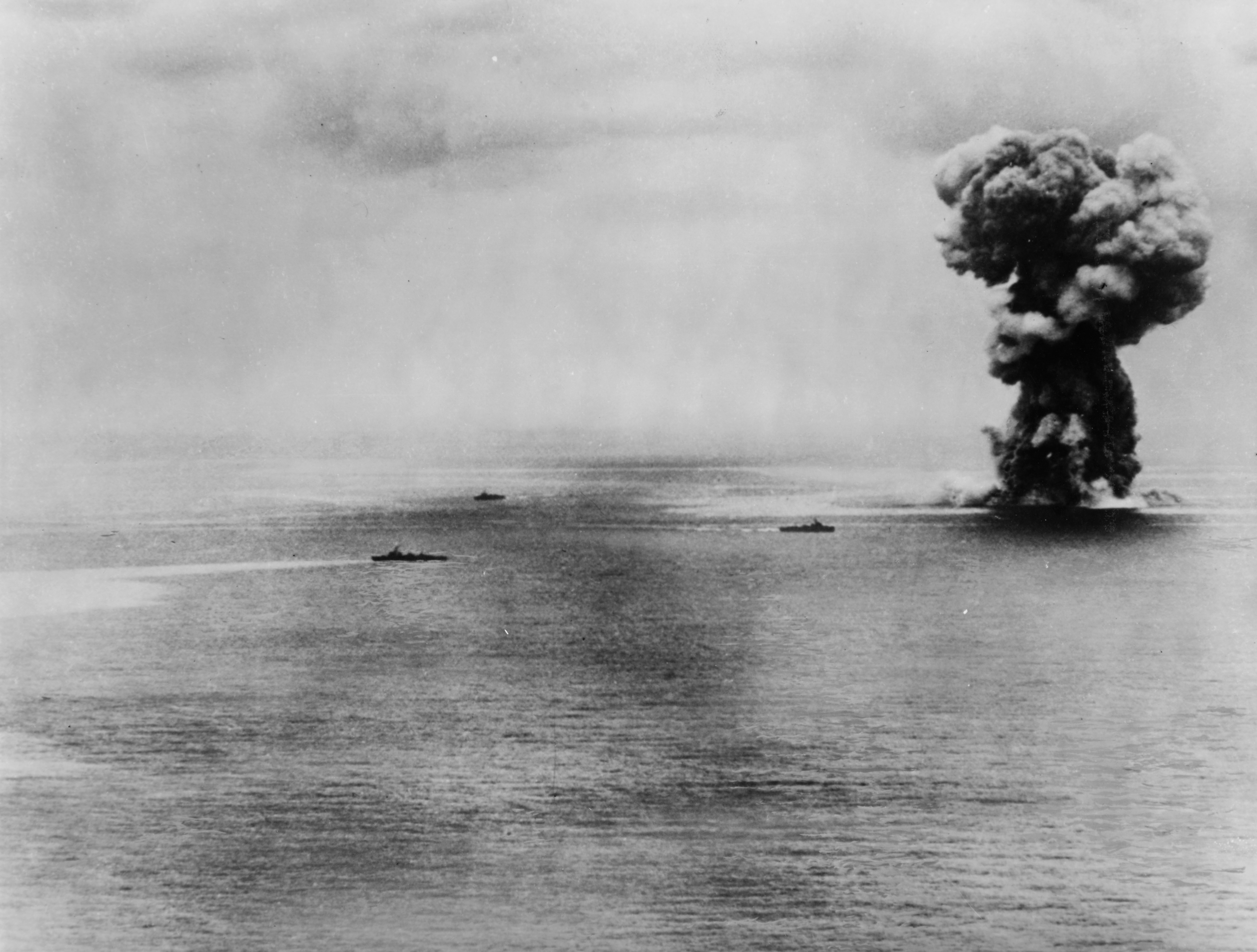
Explosion auf der kenternden Yamato

Nachdem die Yamato am 11. November Kure für Reparaturen angelaufen hatte, wurde sie in die Seto-Inlandsee verlegt und am 3. Januar 1945 zum Flaggschiff einer dramatisch dezimierten Flotte. Am 19. März wurde das Schiff von einer Bombe getroffen, als die USA die japanischen Hauptinseln angriffen. Als Ende März 1945 die Invasion von Okinawa bevorstand, wurde die Yamato dorthin geschickt, um amerikanische Schiffe anzugreifen, auf Grund zu laufen und als Geschützstellung bis zur Zerstörung zu kämpfen. Am 6. April 1945 um 15:00 Uhr verließ die Yamato ihren Stützpunkt in der Tokuyama-Bucht und fuhr mit einer Geschwindigkeit von 20 Knoten durch die Bungo-Straße. Nach einer Nacht ohne Zwischenfälle wurde die Yamato am 7. April um 8:23 Uhr von einem Aufklärungsflugzeug der Essex gesichtet. Um 10:14 Uhr nahmen zwei PBM-Flugboote Kontakt auf. Einige Minuten später feuerte die Yamato auf sie, traf aber nicht. Um 11:07 Uhr entdeckte das Luftaufklärungsradar der Yamato in einer Entfernung von 63 Seemeilen eine große Flugzeugformation im Anflug.
Mit 30 Minuten Verspätung erhielt das Schlachtschiff von einem Beobachtungsposten auf einer kleinen japanischen Insel nördlich von Okinawa die Meldung, dass 150 US-Flugzeuge in die Richtung der Yamato flogen. Die Japaner stellten außerdem fest, dass acht Hellcats die Yamato ungestört umkreisten, da es keine Deckung durch japanische Jagdflugzeuge gab und sie außerhalb der Reichweite der Flugabwehr blieben.
Gegen 12:30 Uhr sichteten die Ausgucke die erste Angriffswelle und die Yamato erhöhte ihre Geschwindigkeit auf 24 Knoten. Um 12:34 Uhr eröffnete die Yamato das Feuer mit ihren beiden vorderen Hauptgeschützen, jedoch ohne Erfolg. Nach mehreren Beinahetreffern wurde das Schiff um 12:40 Uhr von zwei 454-kg-Bomben getroffen, die beide an Steuerbord explodierten und schwere Zerstörungen verursachten. Der Hauptradarraum und mehrere 25-mm-Flugabwehrgeschütze sowie ein 127-mm-Geschütz achtern wurden getroffen. Kurze Zeit später trafen zwei weitere Bomben das Schiff und verursachten schwere Brände sowie weitere Schäden an der Sekundärbewaffnung.

Um 13:02 Uhr begann eine zweite Angriffswelle mit 50 Flugzeugen. Um 13:22 Uhr wurde der Bug der Yamato von einer 1.000-Pfund-Bombe getroffen. Zwölf Helldiver erzielten mehrere Treffer im Bereich der Brücke, während fünf Helldiver durch Flakfeuer beschädigt wurden.
Um 13:33 Uhr begannen weitere 110 Flugzeuge ihren Angriff auf das Schlachtschiff. Drei Torpedos trafen die Yamato kurz hintereinander an Backbord, wodurch sie um 7 Grad nach Backbord krängte. Um ein Kentern zu verhindern, wurden die Maschinen- und Kesselräume an Steuerbord geflutet. Dadurch sank die Geschwindigkeit auf 10 Knoten, was die Yamato zu einem leichteren Ziel machte.
Um 13:42 Uhr wurde die Yamato an Backbord von zwei weiteren Torpedos getroffen. Die Yamato erhielt mindestens vier weitere Bombentreffer im Bereich der Aufbauten, die viele der verbliebenen 25-mm-Geschütze ausschalteten. Um 14:02 Uhr erhielt die Yamato drei weitere Bombentreffer mittschiffs und der Kapitän gab den Befehl, das Schiff zu verlassen. Um 14:07 Uhr wurde sie erneut von Torpedos getroffen, diesmal an Steuerbord. Um 14:08 Uhr begann die Yamato zu kentern. Gegen 14:20 hatte sie sich um 120 Grad gedreht und begann zu sinken, als das vordere Magazin in einer gewaltigen Explosion detonierte und einen Großteil der Besatzung, die bis dahin überlebt hatte, tötete. Von der Mannschaft der Yamato starben 2.498 Besatzungsmitglieder, darunter der Oberkommandierende der Flotte, Vizeadmiral (Kaigun-Chūjō) Seiichi Itō und der Kommandant des Schiffs, Kapitän zur See (Kaigun-Taisa) Aruga Kosaku. 269 Seeleute wurden gerettet.

## Wrack
Das Wrack der Yamato wurde 1985 zweihundertneunzig Kilometer südwestlich von Kyushu 30° 22′ N, 128° 4′ O entdeckt. Bereits 1982 hatte ein anderes Suchteam dasselbe Wrack nach Einsichtnahme in US-Militäraufzeichnungen geortet, konnte aber nicht mit Sicherheit feststellen, dass es sich um die Yamato handelte. Es befindet sich in etwa 340 Metern Tiefe. Das Wrack ist in zwei große Teile zerbrochen; der Haupt- und Heckteil liegen kieloben und die Bugsektion auf ebenem Kiel direkt daneben.

## Rezension
Auch wenn die Yamato vermeintlich in der Lage war, jeden potenziellen Gegner zu besiegen, reduzierten einige fundamentale Konstruktionsfehler ihre Kampfkraft. So zeigte der Bug eine extreme Verwundbarkeit gegenüber Torpedoangriffen, die zu starkem Wassereinbruch führten. Darüber hinaus waren die größten Mängel beim Schutz des Schiffes die schwache Sekundär- und Flugabwehrbewaffnung sowie die unzureichende Panzerung der Aufbauten. Auch die niedrige Geschwindigkeit und der große Wendekreis waren Probleme, die zur Versenkung der Yamato beitrugen.

## Liste der Kommandanten
| Nr. | Name                                              | Beginn der Dienstzeit | Ende der Dienstzeit | Bemerkungen                                        |
| --- | ------------------------------------------------- | --------------------- | ------------------- | -------------------------------------------------- |
| -   | Kapitän zur See/ Konteradmiral Miyazato Shutoku   | 5. September 1941     | 1. November 1941    | mit der Baubelehrung betraut                       |
| 1.  | Kapitän zur See/ Konteradmiral Takayanagi Gihachi | 16. Dezember 1941     | 17. Dezember 1942   | seit 1. November 1941 mit der Baubelehrung betraut |
| 2.  | Kapitän zur See/ Konteradmiral Matsuda Chiaki     | 17. Dezember 1942     | 7. September 1943   |                                                    |
| 3.  | Kapitän zur See/ Konteradmiral Ono Takeji         | 7. September 1943     | 25. Januar 1944     |                                                    |
| 4.  | Kapitän zur See/ Konteradmiral Morishita Nobuei   | 25. Januar 1944       | 25. November 1944   |                                                    |
| 5.  | Kapitän zur See Aruga Kōsaku                      | 25. November 1944     | 7. April 1945       |                                                    |

## Umbauten
Im September 1943 erhielt die Yamato vier 25-mm-Dreifachlafetten. Von Januar bis April 1944 wurden eine weitere 127-mm-Zwillings-, zwölf 25-mm-Dreifach- sowie sechsundzwanzig 25-mm-Einzellafetten installiert. Von Juli bis April 1945 kamen 26 weitere Dreifach- und achtundzwanzig 25-mm-Einzellafetten hinzu. Im Herbst 1942 erhielt die Yamato ein Typ-21-Kai-2-Suchradar. Anfang 1943 wurde das Typ 21 durch zwei Type-22-Suchradare ersetzt, die sich an Back- und Steuerbord des Brückenturms befanden. 1944 erhielt die Yamato zwei Typ-13-Suchradare und ein passives Typ-O-Sonar.

## Filmische Darstellung
Die Yamato wurde in den folgenden Spielfilmen bzw. Serien thematisiert:
- Yamato – The Last Battle, Spielfilm, Japan, 145 Min., 2005, Regie: Junya Satō
- Yamato – Schlacht um Japan, Spielfilm, Japan, 130 Min., 2019. Regie: Takashi Yamazaki

## Bemerkungen
1. ↑  Der japanische Rang Chūjō entspricht dem deutschen Dienstgrad Vizeadmiral. Der Vorsatz Kaigun- zeigt an, dass es sich um einen Marineoffizier handelt.
2. ↑  Der japanische Rang Taisa entspricht dem deutschen Dienstgrad Kapitän zur See. Der Vorsatz Kaigun- zeigt an, dass es sich um einen Marineoffizier handelt.